# Melissmell
 (mai 2013).
Si vous disposez d'ouvrages ou d'articles de référence ou si vous connaissez des sites web de qualité traitant du thème abordé ici, merci de compléter l'article en donnant les références utiles à sa vérifiabilité et en les liant à la section « Notes et références ».
Melissmell, de son vrai nom Mélanie Coulet, est une chanteuse française née le 17 février 1981 à Valence, auteur de quatre albums sortis en 2011, 2013, 2016 et 2022
Melissmell est un mot valise créé en référence à la chanson Smells Like Teen Spirit de Nirvana, à la mélisse, « plante qui soulage les maux des femmes », à la technique vocale du mélisme, et au lis de mer fossile que l'on retrouve dans le sol ardéchois.

## Biographie
Mélanie Francette Coulet naît le 17 février 1981 à Valence (Drôme) puis grandit à Beauchastel (Ardèche)[réf. nécessaire]. 
Ses débuts artistiques ont lieu en 2004 à Avignon.
Evendo publishing la repère en 2007, elle signe alors avec Chrysalis racheté par BMG, POP (Bookeur de Shakaponk...) et le label Discograph (Harmonia Mundi). De 2007 à 2013 elle est accompagnée de Stefano Bonacci (guitare), Claude Dos Santos (basse), Jérome Spieldenner (batterie).
Thomas Nicol (violoncelliste d'Aldebert) entre dans le groupe en 2009 et part en 2012.

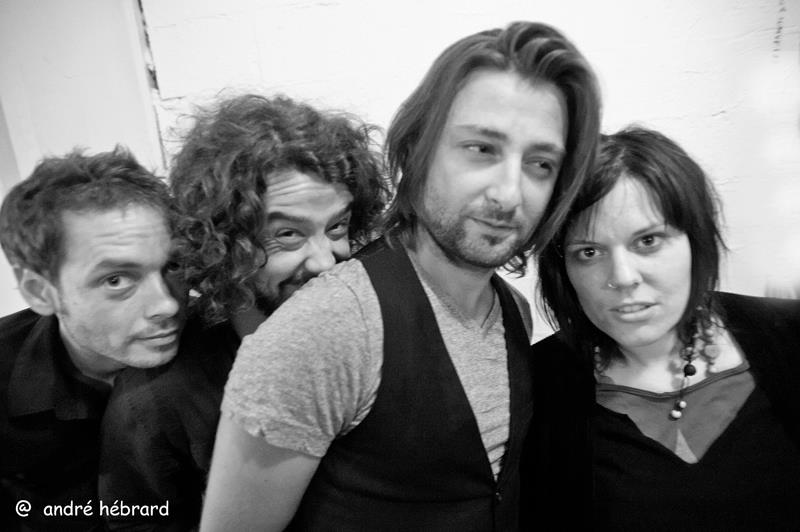
portrait du groupe melissmell 2012 de gauche à droite : Claude Dos Santos, Jérôme Spieldenner, Stefano Bonacci, melissmell

Écoute s'il pleut sort en 2011 ; il s'ouvre sur le titre Aux Armes (basé à la fois sur la Marseillaise et l'Internationale). Melissmell collabore avec Guillaume Favray pour les titres : Sobre la muerte, Les enfants de la crise, Paris Paris.
En 2013 elle continue sa collaboration avec Guillaume Favray : ensemble ils signeront l'album Droit dans la Gueule du Loup/ DGL, avec les musiciens Daniel Jamet (guitariste de Mano Negra, Mano Solo, Désert rebelle, Gaëtan Roussel, Damien Saez...), François Matuszenski (pianiste de Mano Solo, Indochine, Les Frères Misère...) avec au son Sylvain Carpentier. 
Yann Féry (guitariste de Lisa Portelli, Charlotte etc. ), Bayrem Ben Amor (guitariste de Luke, Deportivo, Manu ex-Dolly, Mano Solo...) et Anne Müller (décor/lumière) rejoignent l'équipe pour DGL TOUR.

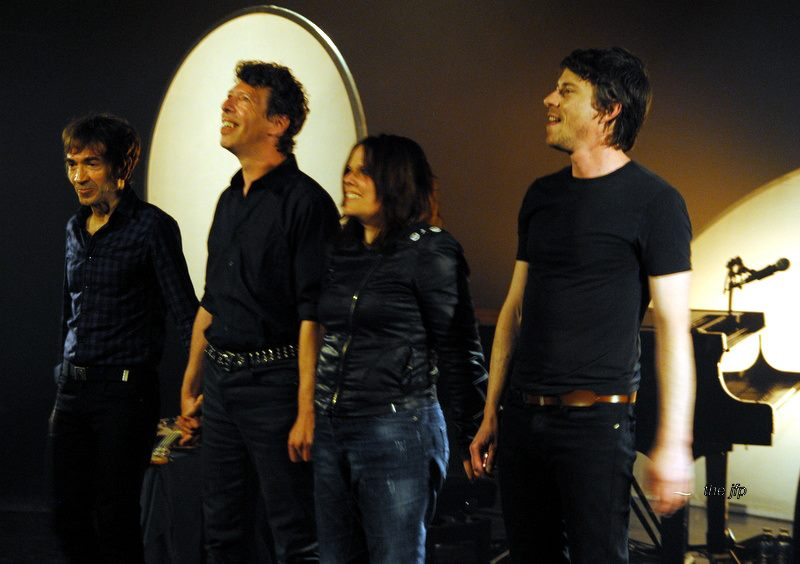
groupe melissmell DGL, Daniel Jamet, Matu, mell, Yann Féry

### Premiers concerts
En solitaire, elle parcourt les routes de France, et empoigne sa guitare partout où elle peut rencontrer un public : à Nice, à Lille, puis à Paris, Lyon et la Normandie en 2006, de squats d'artistes en cafés-concerts, partageant la scène avec des artistes de sa génération (Galim, Soan...). 
Des lieux de concerts l'accueillent régulièrement partout en France (Le Tostaki à Lyon, Le Café de la Liberté à Paris, Le Grillen à Colmar, Le Lapin Blanc à Réding...), devant un public de plus en plus nombreux[réf. souhaitée]. Elle distribue alors par dizaines un CD démo artisanal, Fleur 2πR, et assure sa promotion elle-même sur Internet, via Myspace et autres réseaux sociaux.
En avril 2007, Mélanie s'installe à Strasbourg, où elle rencontre les musiciens qui l'accompagneront désormais sur scène. Elle assure la première partie de Rachid Taha à la Laiterie. 
En 2009, le festival Alors... Chante ! de Montauban lui offre le deuxième prix du public. 

### Aux armes, premier maxi
En avril 2010, Mélanie, Stéfano et Thomas commencent l'enregistrement du premier album de Melissmell accompagnés de Laurent Jaïs à la réalisation (Amadou & Mariam, B.Fontaine, Frères Misères...), un quatuor à cordes conduit par Thomas Nicol et un hautbois. Mélanie pioche dans son répertoire, réécrit, compose, ajoutant à sa rage une dose de légèreté, car « par la colère, on ne fait rien passer. Avec de l'ironie par contre… C'est Brel qui me l'a appris. ».
Le premier EP, Aux Armes EP, sort le 25 octobre 2010 chez Discograph. Deux extraits, Le Mouton et Aux armes sont diffusés sur France Inter. Le clip de Aux armes est diffusé sur les chaînes musicales. Mélanie enchaîne les plateaux télé et radio, sur France Inter, Europe 1, M6, W9, France 3[réf. nécessaire].

### Écoute s'il pleut, premier album
L'album Écoute s'il pleut sort le 17 janvier 2011 et est en rupture de stock en deux semaines[réf. nécessaire], après s'être hissé à la 26e place des meilleures ventes d'albums en France.
Le 31 mars 2011, le groupe joue à guichets fermés à l'Européen[réf. nécessaire].

## Style
Ses chansons sont caractérisées par une rage et un militantisme hérités de Noir Désir, Léo Ferré ou Mano Solo. On y trouve aussi un côté théâtral rappelant l'univers de Jacques Brel. Sa musique et ses textes abrupts la rapprochent de Nirvana.[Interprétation personnelle ?]
Militantisme qui en 2017 la pousse à afficher son soutien à La France Insoumise, et à son candidat Jean-Luc Mélenchon lors de la marche du 18 mars à la Bastille en reprenant son titre Aux armes.  
Ses chansons traitent de différentes et nombreuses thématiques : des maux de notre société moderne, de son parcours de vie.

## Composition du groupe en tournée
- Écoute s'il pleut : Melissmell : chant / Ukulélé, Stefano Bonacci : guitare / piano, Claude Dos Santos : basse, Jérôme Spieldenner : batterie
- DGL : Melissmell : chant / Ukulélé, Daniel Jamet : guitare, Yann Ferry : Guitare & noise, Bayrem Ben Amor: guitare & noise, François Matuszenski : piano

### Albums studio

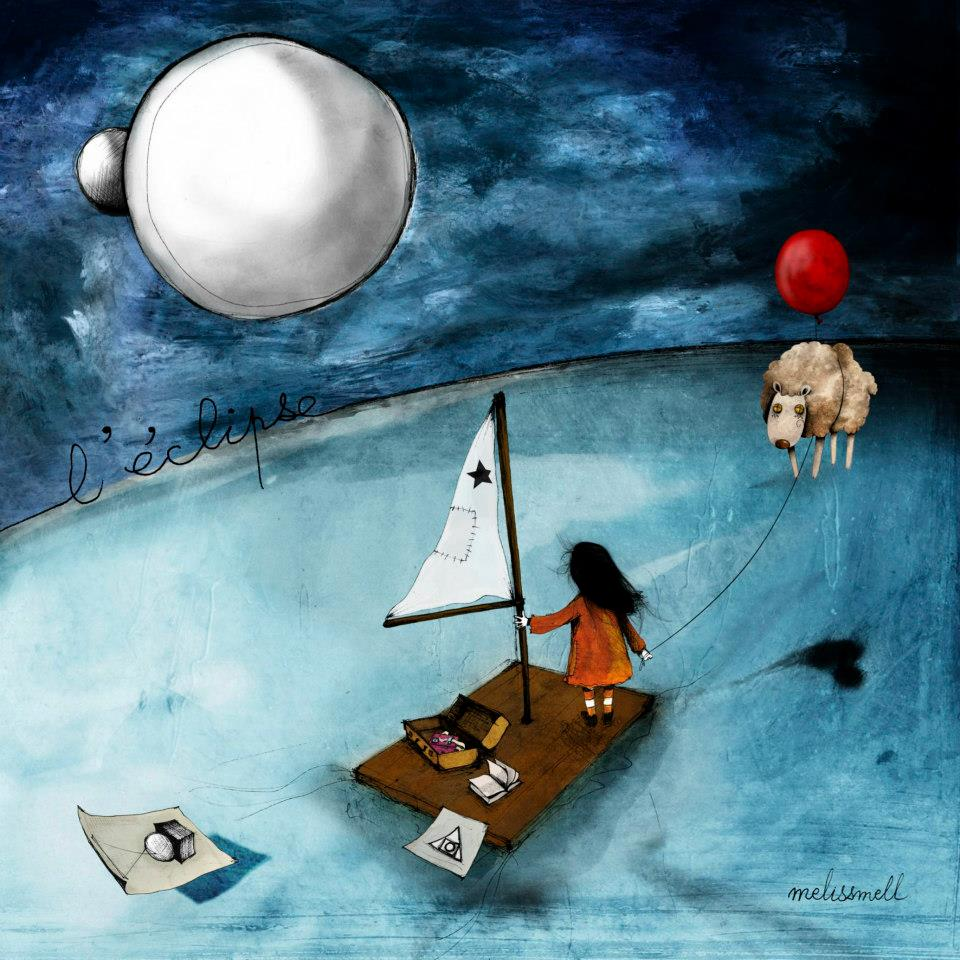
pochette l'eclipse

## Musiciens sur l'albumÉcoute s'il pleut
- Mélanie Coulet : chant
- Stefano Bonacci : guitare
- Thomas Nicol : violoncelle
- Hugo Cechosz : basse
- Philippe Entressangle : batterie
- François Matuszenski : piano
- Marika Lombardi : hautbois
- Gilles Miton : saxophone et flûte

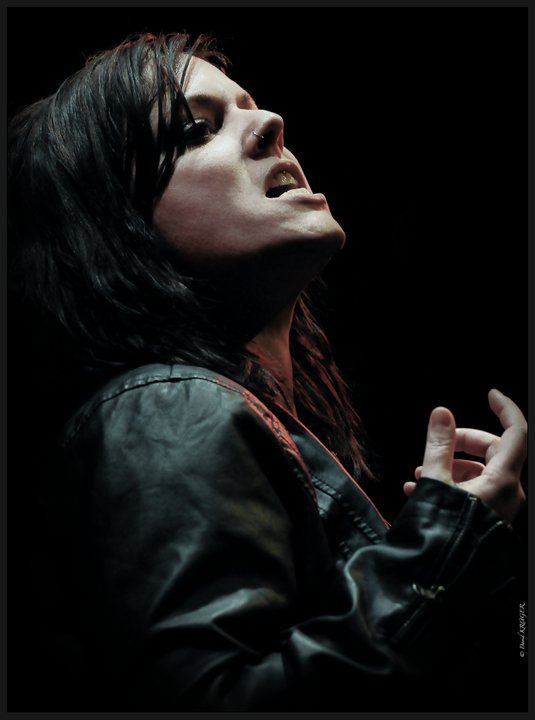
Live écoute s'il pleut au prix George Moustaki en février 2011

- Sébastien Martel : guitare sur Les Enfants de la crise
- Anne Millioud : violon
- Marwen Kammarti : violon
- Loïc Pelletier : violon
- Maëva Le Berre : violoncelle

## Musiciens de l'albumDroit dans la gueule du loup
- Daniel Jamet : guitares
- François Matuszenski : piano, orgues et programmations
- Christine Ott : ondes Martenots
- Sylvain Carpentier : son et mixes

## Distinctions
- Festival Alors... chante ! 2009 - Deuxième Prix du public
- Prix Georges Moustaki 2011 - Prix du jury[10]
- Prix Georges Moustaki 2011 - Prix du public[10].
- Prix Charles Cros 2011 - Coup de cœur
- Prix Charles Cros 2011 - Révélation scène
- Prix Charles Cros 2013 - Coup de cœur, pour l'album DGL